# 小川彌生
小川 彌生（おがわ やよい、12月1日生）は、日本の漫画家。女性。神奈川県出身。血液型AB型。多摩美術大学卒業。夫は画家の浅野信二。

## 来歴
読売新聞社の記者だった1994年、講談社のmimi&Kiss秋の新人まんが賞に入選。同年12月、『Kiss』（講談社）に掲載の「素顔にキスして」でデビュー。1998年に同社を退社し、漫画家として独立する。
『mimi』や『Kiss Carnival』（いずれも講談社）などで活躍。
代表作は『きみはペット』、『キス&ネバークライ』、『銀盤騎士』など。
2003年、『きみはペット』が第27回講談社漫画賞少女部門を受賞。小雪、松本潤主演でドラマ化され、累計400万部を超えるヒットとなった。

## 作品リスト
- ベイビーポップ（1998年 - 1999年、『Kiss』、講談社、単行本全2巻）
- トライアングルハウス（1999年、『Kiss Carnival』、講談社）
- キャンディ♥ライフ（1999年、『Kiss』、講談社） - 『きみはペット』のスミレの姉妹が脇役で登場
- きみはペット（2000年 - 2005年、『Kiss』、講談社、単行本全14巻） - 当初、『PET』という読切りで『Kiss Carnival』に掲載され、後に連載化。
- われアルカディアにもあり（2001年、『One more Kiss』、講談社）
- EXTRA HEAVY SYRUP!（2003年、『One more Kiss』、講談社、単行本既刊1巻）
- BAROQUE 〜バロック〜（2005年 - 2012年、『月刊少年シリウス』、講談社、単行本全6巻）
- キス&ネバークライ（2006年 - 2011年、『Kiss』、単行本全11巻） - 『きみはペット』のモモがプロの振付師として登場
- グルメよこんにちは（2006年 - 2009年、『MELODY』、白泉社）
- 銀盤騎士（2013年 - 2017年、『Kiss』、講談社、全11巻）
- エメとヒメ（2023年[4] - 2024年[5]、『Kiss』、講談社、全1巻）

## 受賞歴
- 2003年 第27回講談社漫画賞少女部門受賞。
- 2014年 第5回ananマンガ大賞受賞。